# حق امتلاك وحمل الأسلحة

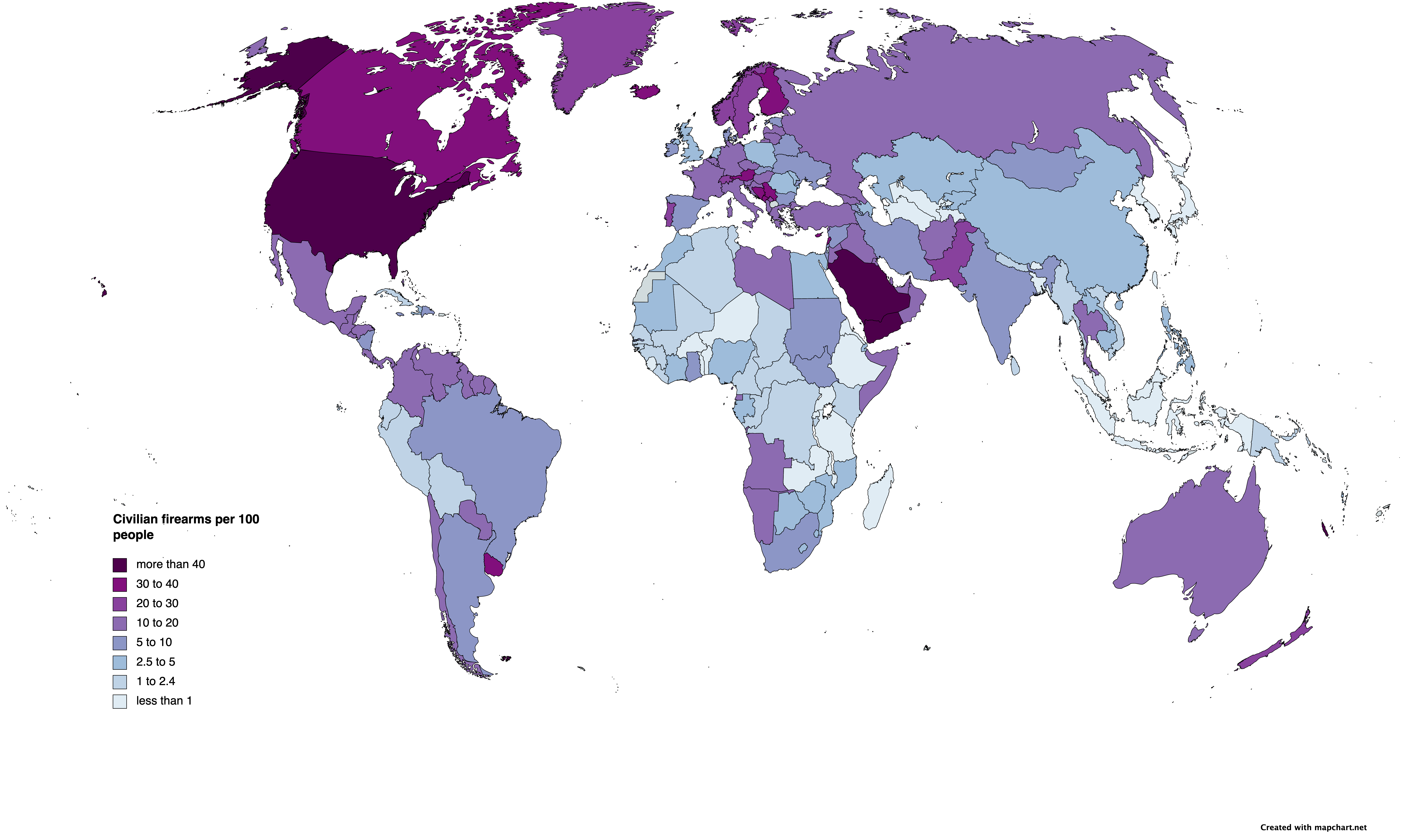
هذه خريطة توضح نسبة الاسلحة النارية لكل 100 شخص مدني

حق امتلاك وحمل الأسلحة هو المصطلح الذي يوضح بأنه للناس حقوق شخصية في امتلاك الأسلحة للاستخدام الشخصي، أو حق حمل الأسلحة في الجيش أو كلا الحقين. يختلف حق امتلاك وحمل الأسلحة بشكل كبير حسب القوانين النافذة في كل منطقة ودولة ويعد من أحد أكثر مواضيع حقوق الإنسان جدلا في السياسة المحلية والدولية.
ظاهرة حمل السلاح تعتبر ظاهرة حمل السلاح من الظواهر الشائكة التي تعاني منها المجتمعات ولا سيما الدول النامية، مع أنه ليس بشرط أن ينطبق هذا الأمر في كل الحالات، حيث أن الولايات المتحدة - على سبيل المثال - تأتي في المرتبة الأولى في العالم من حيث مستوى حمل وحيازة مواطنيها للسلاح، وتأتي بعدها اليمن في المرتبة الثانية.

## خلفيّة تاريخية
سمحت وثيقة حقوق عام 1689 للمواطنين البروتستانت في إنجلترا «بالحصول على أسلحة دفاعيّة مناسبة لظروفهم وبما يسمح به القانون»، وحدت من قدرة السلطة الملكيّة الإنكليزيّة في تكوين جيشٍ دائم أو التدخّل في حقّ البروتستانت في حمل السلاح وذلك «عندما كان البابويّون مسلّحين وموظّفين بشكل مخالفٍ للقانون». وجعلت الوثيقة على عاتق البرلمان، وليس السلطة الملكية، تنظيم حقّ حمل السلاح.
كتب السير وليام بلاكستون في القرن الثامن عشر أن الحقّ في الحصول على السلاح هو فعل احتياطي مساعد «للحقّ الطبيعيّ في المقاومة والحفاظ على الذات» ويتعلّق بمدى خطورة الحالة ومدى الحاجة لاستخدامه وبموجب ما يسمح به القانون. تم استخدام مصطلح الأسلحة "arms " في القرن السابع عشر، للإشارة إلى عمليّة التجهيز للحرب. ويستخدم عادةً كمرادفٍ لكلمةِ سلاح weapon"".
إدراج هذا الحقّ في دستورٍ مكتوب هو أمرٌ غير شائعٍ. وفي عام 1875، كان 17 بالمئة فقط من الدساتير تنصّ على حقّ المواطنين في حمل السلاح. ومنذ أوائل القرن العشرين، انخفضت النسبة إلى أقلّ من 9 في المائة". قام الباحث الأمريكي توم غينسبيرغ وزملاؤه في مسحهم التاريخي وتحليلهم المقارن للدساتير التي يعود تاريخها إلى عام 1789، بتحديد 15 دستورًا فقط (في تسع بلدان) تضمّنت حقّاً صريحاً مكفولاً في حمل السلاح، وكانت أغلب هذه الدساتير لبلدان في أمريكا اللاتينية، ومعظمها كانت تعود للقرن التاسع عشر".
بشكل عام، إينما أشارت الدساتير الحديثة إلى كلمة «أسلحة» فإن الغرض يكون «السماح للحكومة بتنظيم استخدامها أو إلزام الخدمة العسكرية، وليس توفير الحق بامتلاكها». والدّساتير التي ضمنت تاريخيا الحق في حمل السلاح هي دساتير بوليفيا، وكولومبيا، وكوستاريكا، وغواتيمالا، وهندوراس، وليبيريا، والمكسيك، ونيكاراغوا، والولايات المتحدة. تقريبًا كلّ هذه البلدان من أمريكا اللاتينية وتمّ تصميم دساتيرها اقتداءاً بدستور الولايات المتحدة. في الوقت الحالي، فقط ثلاثة دساتير في العالم تضمن الحقّ في حمل السلاح من أصل 200 دستور وهي دساتير غواتيمالا والمكسيك والولايات المتحدة. ومن بين هذه الدساتير الثلاثة، فقط دستور الدولة الأخيرة لا يشتمل على شروط تقييديّة صريحة.

## السلاح والجريمة
ويعتبر حمل السلاح من أسباب حدوث الجريمة، ولا سيما جريمة الثأر. وقد أشار الباحث اليمني أحمد علي جندب في دراسة له أعدها حول ظاهرة الثأر في اليمن بأن حمل السلاح لا يعد عاملاً رئيسياً في ظاهرة الثأر، ولكنه عامل ثانوي؛ نظراً لأن القتل يحدث بأية وسيلة، ودللت الدراسة بكلٍ من الولايات المتحدة وكندا، حيث بلغ عدد الأُسَر التي تمتلك السلاح نحو (40%) من عدد السكان، في حين بلغ معدل الجريمة في أمريكا نحو خمسة عشر ضعفاً مما هي عليه في كندا.

## الآثار المترتبة على حمل السلاح
يتحدث الدكتور عبد الله العلفي حول ظاهرة حمل السلاح وآثاره المترتبة في انتشار الجريمة، قائلاً:

إن ظاهرة انتشار الأسلحة النارية قد حظيت في الآونة الأخيرة باهتمام محلي وإقليمي وعالمي، لِمَا حملته هذه الظاهرة من سلبيات تتمثل في ارتفاع نسبة حوادث الجرائم والقتل المختلفة. منوهاً أن الكتاب السنوي الصادر عن الأمم المتحدة حول الأسلحة الصغيرة يوضح أن هذه الظاهرة في نمو مستمر، وأن هناك حوالي (7) ملايين قطعة سلاح تنتج سنوياً. كما قُدِّرَتِ الأرقامُ الخاصة بالأسلحة الصغيرة بمختلف أنواعها في جميع نواحي العالم بحوالي (639) مليون قطعة، موضحاً أن هناك عدة عوامل سياسية واقتصادية وثقافية واجتماعية ساهمت بشكل كبير في انتشار هذه الظاهرة، والتي تتمثل في حيازة الأسلحة الصغيرة من قِبَل الأفراد المدنيين في عدد كبير من دول العالم المتقدمة والنامية، وليس اليمن فقط.

## السلاح في دول معينة

### السلاح في الولايات المتحدة
تزدهر تجارة السلاح في الولايات المتحدة يوماً بعد يوم، وقد بلغت أوجها في عهد الرئيس أوباما.
ويسرد الدكتور باسم خفاجي بعض الحقائق عن السلاح في الولايات المتحدة، منها:
- يصنع مسدس في الولايات المتحدة في كل 10 ثوان.

- في كل صباح يحمل مليون أمريكي سلاحهم معهم خلال اليوم، و2 مليون آخرين يحتفظون بسلاح في سياراتهم.

- (12%) فقط من الأسلحة الموجودة في أمريكا مرخصة (88%) من الأسلحة الموجودة لدى الشعب الأمريكي غير مرخصة.

- أكثر من نصف المسدسات التي تصنع في العالم كله، أي ما يزيد عن نسبة 50% من تلك المسدسات تصنع في الولايات المتحدة.

- الولايات المتحدة هي الدولة الأولى في العالم في عدد المسدسات والأسلحة الموجودة بين المدنيين، وهي الدولة الأولى في العالم في نسبة السلاح إلى عدد السكان. اليمن هي الدولة الثانية في العالم في تلك الاحصائية.

- يتم إطلاق النار على 75 طفلاً في الولايات المتحدة كل يوم، ويموت منهم (9) كل يوم، ويتعرض (6) كل يوم إلى إصابات وعاهات مستديمة.

- يتعرض نحو 100 ألف أمريكي كل عام لإطلاق النار عليهم. (12791) هي جرائم قتل، و (16883) حالات انتحار، و (642) حالة إطلاق نار خطأ.

- تزايدات الجرائم في بعض الولايات بدرجة (300%) عندما تم تحجيم حق الأفراد في حمل السلاح، ومنها العاصمة الأمريكية واشنطن، ومدينة نيويورك.

### السلاح في اليمن
أعطى القانون اليمني الحق للمواطن اليمني بحيازة الأسلحة النارية الشخصية، وحصرها بالبنادق الآلية والمسدسات وبنادق الصيد، مع كمية من الذخائر.
ويقدر عدد الأسلحة في اليمن بحوالي (60) مليون قطعة سلاح، بمعدل ثلاث قطع سلاح لكل مواطن. ويعتبر البعض أن هذا الرقم مبالغ فيه.
وكشفت بعض الدراسات أن عدد الأسلحة على مستوى اليمن قدرت بحوالي (6 - 9) ملايين قطعة سلاح على أقصى تقدير، وتشير احصائيات وتقارير أخرى بما فيها تقييم وزارة الداخلية الذي قدم في مجلس النواب اليمني في شهر يونيو من العام (2007م) العلاقة بين زيادة الجرائم والحوادث وانتشار ظاهرة حمل السلاح، وأكد التقرير وجود تناسب طردي بين انتشار الأسلحة النارية وارتكاب الجريمة، حيث تزداد الجرائم في المناطق التي تنتشر فيها '''ظاهرة حمل السلاح'''. وحسب تقرير الداخلية فلقد بلغت الجرائم التي استخدم فيها السلاح الناري خلال الأعوام الثلاثة الماضية «42623» جريمة قتل وإصابة في حين بلغت الجرائم المستخدم فيها أدوات أخرى «7088» جريمة. وأشار التقرير إلى أن عدد الوفيات والإصابات الناجمة عن سوء استخدام السلاح الناري في ذات الأعوام نفسها بلغت (23577) حالة وفاة وإصابات أخرى، أي ما نسبته (84%) من حوادث الجرائم الأخرى.
ويعتبر السلاح بالنسبة لكل يمني جزءً رئيسياً من لباسه ومظهره الخارجي، ويمثل أهم زينة يتزين بها الرجال، تماماً كما تتخذ النساء زينتهن من أنواع الحلي والمساحيق، حيث يحتل المرتبة الأولى في زينة الرجل، قبل الملابس.

كما يحمل اليمني السلاح في الأعياد والأفراح والمناسبات، حيث ينظر إلى السلاح على أنه من لوازم زينة الرجل ومعززات مكانته الاجتماعية. ومثلما يرى اليمني في حمل السلاح مظهراً من مظاهر الزينة، فإنه يرى فيه رمزاً للقوة والبطولة والشرف والرجولة، كما أنه مدعاة للفخر والاعتزاز. ولشدة تعلق اليمنيين بالسلاح، تجدهم يؤدون الرقصات الشعبية وهم يحملون السلاح، وأصبح حمل السلاح جزءً من هذه الرقصات الفلكلورية. ويعتبر السلاح وسيلة للتعبير عن الفرح أو للترحيب بالضيف، ففي الأعراس وعند استقبال الضيف يتم إطلاق الأعيرة النارية في الهواء تعبيراً عن الفرح والسرور. وبواسطة السلاح يمارس اليمني هواية الرماية والقنص والصيد.
ويبرز السلاح في حياة القبيلة اليمنية كجزءٍ أساسي لا يتجزأ من تكوينها وشخصيتها، حيث تجد فيه جذورها التاريخية وترى فيه كل معاني الارتباط بالماضي العريق، وتفتخر بامتلاكه وحمله، وتَعتَبِرُ التَّخَلِّيَ عنه عاراً لازماً ومَدعَاة للذلة والخضوع. كما ترى فيه صمام أمان لها يمنع الأنظمة السياسية من اضطهادها والتعدي عليها، فشكَّلَ وجود السلاح عاملَ توازن اجتماعي وسياسي لديها. كما أن امتلاكها للسلاح يُمَكِّنُهَا من القيام بدورها في حفظ الأمن والاستقرار ومظاهر السلم الاجتماعي في حالة ضعف أو غياب سلطات الدولة. وكذلك فإن القبيلة بسلاحها تمثل جيشاً احتياطياً للدولة تستخدمه عند اللزوم لمساعدة الجيش النظامي.
كما يبرز دور السلاح في حياة القبائل اليمنية كأداة مهمة تستخدم في حل المشاكل والخلافات مهما بلغ حجمها، حيث يقوم الطرف المخطئ بتسليم قطعة أو أكثر من السلاح إلى الطرف الآخر دليلاً على اعترافه بالخطأ والتزاماً منه بما يحكم به هذا الطرف. أو قد يقوم طرفا النزاع بالاحتكام إلى طرف ثالث يختارونه ويقومون بتسليم قطعة أو أكثر من السلاح إليه كضمان لتسليمهم بما يحكم به.

### غواتيمالا
في حين يحمي الدستور الغواتيمالي الحقّ في الاحتفاظ بالأسلحة، فإنه ينصّ على أن هذا الحقّ يشمل فقط إلى «الأسلحة التي لا يحظرها القانون».

### المكسيك
شمل الدستور المكسيكي لعام 1857 في البداية الحقّ في التسلح. فقد تمّ تعريف ذلك الحقّ في النسخة الأولى من الدستور المكسيكي بشكلٍ مماثل لطريقة تعريفه في التعديل الثاني للولايات المتّحدة الأمريكيّة. ووضع الدستور المكسيكي الجديد الذي تمّ إقراره في عام 1917 الحقّ في التسلّح، مع الإشارة إلى وجوب استخدام الأسلحة بشكلٍ يتماشى مع أنظمة الشرطة المحلّيّة.
تم اعتمادً تعديل جديد في دستور عام 1971. ويحقّ للمكسيكيّين منذ ذلك الحين أن يمتلكوا السلاح داخل منازلهم فقط، كما أنّ استعمال هذا الحقّ يخضع لإذن دستوري من القانون الاتحادي.